# 异叶前胡
异叶前胡（学名：Peucedanum heterophyllum）为伞形科前胡属的植物。其种加词“heterophyllum”意为“异叶的”。异叶前胡为中国的特有植物。分布于中国大陆的云南等地，生长于海拔3,000米的地区，见于草原上及石质山坡，目前尚未由人工引种栽培。